# Charleroi Volley
Charleroi Volley är en volleybollklubb från Charleroi, Belgien. Klubben grundades 1982. Lagets damlag har blivit belgiska mästare två gånger (2005S/2006 och 2008/2009) och vunnit belgiska cupen två gånger (1994/1995 och 2011/2012). Herrlaget spelar på lite lägre nivå.